# Parafia Matki Bożej Różańcowej w Gnojnej
Parafia Matki Bożej Różańcowej – rzymskokatolicka parafia w Gnojnej (województwo opolskie). Parafia należy do dekanatu Grodków w diecezji opolskiej.

## Historia parafii
Parafia powstała na początku XIV wieku (pierwsze informacje o parafii pochodzą z 1302 roku, gdzie występuje w prezbiteracie brzeskim). Od XVI wieku do 1945 roku miejscowość oraz kościół należały do protestantów. Po zakończeniu II wojny światowej, w 1950 roku reaktywowana została parafia rzymskokatolicka. Obsługuje ją ksiądz diecezjalny. Proboszczem parafii jest ksiądz Wiesław Drygała.

## Liczebność i zasięg parafii
Parafię zamieszkuje 1400 mieszkańców, zasięgiem duszpasterskim obejmuje ona miejscowości:
- Gnojna,
- Jeszkotle,
- Łojowice,
- Wawrzyszów,
- Zielonkowice.

## Inne kościoły i kaplice
- Kościół św. Antoniego Padewskiego w Jeszkotle - kościół filialny,
- Kościół Matki Bożej Loretańskiej w Wawrzyszowie - kościół filialny.

### Szkoły i przedszkola
- Publiczne Przedszkole w Gnojnej,
- Publiczna Szkoła Podstawowa w Gnojnej,
- Publiczna Szkoła Podstawowa w Wawrzyszowie.

## Duszpasterze

### Proboszczowie po 1945 roku
- ks. Franciszek Słupak,
- ks. Józef Basista,
- ks. Władysław Przygodziński,
- ks. Gerard Wenzel,
- ks. Walter Rduch,
- ks. Zbigniew Kuryłek,
- ks. Eugeniusz Stercuła,
- ks. Tadeusz Romanek,
- ks. Piotr Doleżych,
- ks. Wiesław Drygała.[3]